# Duomo di Monfalcone
Il duomo di Monfalcone dedicato a sant'Ambrogio è la principale chiesa di Monfalcone, in provincia ed arcidiocesi di Gorizia; è sede del decanato di Monfalcone.

## Storia
Si ha testimonianza di un'antica chiesa posizionata all'interno della città murata, dietro al duomo attuale, nata nel XVIII secolo dal restauro o dalla ricostruzione di un'antica chiesetta di origine medievale.
Durante le ostilità del primo conflitto mondiale, il campanile rovinò sull'edificio, anch'esso pesantemente danneggiato, di fatto distruggendo completamente la chiesa. Al termine della guerra, si rese necessario riedificare l'unico luogo di culto rimasto. Venne presentato un progetto dall'ingegner Dante Fornasir, già progettista del quartiere di Panzano, che prevedeva lo spostamento dell'edificio nella posizione attuale dinanzi l'asse viario di via Fratelli Rosselli. L'edificazione dell'edificio fu però basata su un progetto degli architetti Gino Benigni e Francesco Leoni, e terminò con la consacrazione nel 1929, mentre il campanile fu eretto nella posizione attuale, alle spalle del duomo, solo nel 1958.
L'edificio si ispira ad uno stile architettonico neoromanico.
Nell'ottobre del 1940 papa Pio XII elevò la chiesa alla dignità di basilica minore.